# Нигаван
Нигаван (арм. Նիգավան) — село в Арагацотнской области Армении.

## География
Село расположено в северной части марза, у подножия горы Арагац, на расстоянии 39 километров к северо-западу от города Аштарак, административного центра области. Абсолютная высота — 2025 метров над уровнем моря.
Климат
Климат характеризуется как умеренно холодный, влажный (Dfb в классификации климатов Кёппена). Среднегодовая температура воздуха составляет 4,5 °C. Средняя температура самого холодного месяца (января) составляет −7,5 °С, самого жаркого месяца (августа) — 15,7 °С. Расчётная многолетняя норма атмосферных осадков — 540 мм. Наибольшее количество осадков выпадает в мае (95 мм).

## История
Прежнее название села — Данагирмаз.
15 июля 1946 года село Данагирмаз Апаранского района Армянской ССР было переименовано в Овит, а 21 октября 1967 года — в Нигаван.

## Население
| Год переписи | Население          | Население          | Население          | Население            | Население            | Население            |
| Год переписи | Наличное население | Наличное население | Наличное население | Постоянное население | Постоянное население | Постоянное население |
| Год переписи | Всего              | Мужчины            | Женщины            | Всего                | Мужчины              | Женщины              |
| ------------ | ------------------ | ------------------ | ------------------ | -------------------- | -------------------- | -------------------- |
| 2001         | 671                | 332                | 339                | 707                  | 356                  | 351                  |
| 2011         | 620                | 315                | 305                | 658                  | 339                  | 319                  |